# Ryszard Kurek
Ryszard Kurek – polski samorządowiec, prezydent Legnicy w latach 1995–2002.
Działał w Sojuszu Lewicy Demokratycznej, do grudnia 2001 przewodniczył legnickim strukturom partii. W 1995 wybrany przez radę miejską prezydentem Legnicy w miejsce Ryszard Badoń-Lehra, który rozpoczął pracę w dyplomacji. W 1998 ponownie wybrany na stanowisko. Z funkcji prezydenta miasta zrezygnował w lipcu 2002, motywując to atakami mediów na jego życie prywatne; jego następcą został Tadeusz Krzakowski. W związku z pełnieniem funkcji był razem z innymi pracownikami legnickiego samorządu oskarżany o niegospodarność przy sprzedaży gruntów, do 2009 proces w tej sprawie odbywał się cztery razy, co oskarżeni uznawali za polityczną zemstę.